# Carlton House Terrace

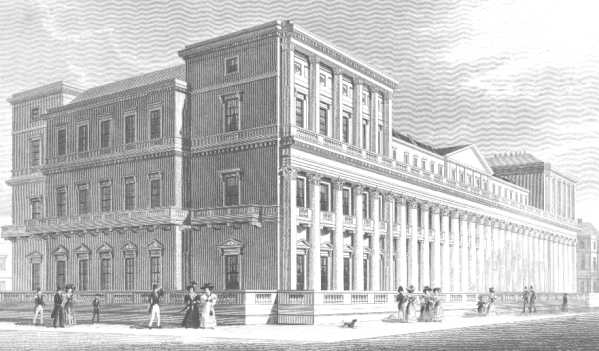
Het oostelijk terras kort na voltooiing.

Carlton House Terrace verwijst naar een straat in het district St. James van de City of Westminster in de Engelse hoofdstad Londen. Het betreft in het bijzonder de terrassen van twee witte huizen aan de zuidkant van de straat, met uitzicht op St. James's Park. Deze terrassen werden gebouwd in 1827–'32 naar ontwerpen van John Nash, met nauwkeurige input van andere architecten waaronder Decimus Burton. De gebouwen nemen de plaats in van het Carlton House, en behoren nog steeds tot het Britse kroondomein.

## Overzicht

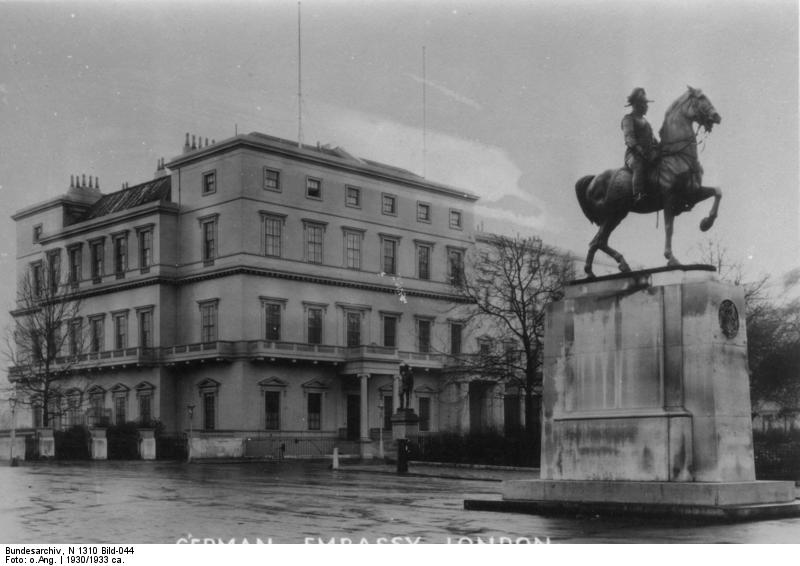
De Duitse ambassade, c. 1930

De twee terrassen zijn zogenaamde listed buildings, ze hebben dus een monumentenstatus. Ieder bestaat uit negen grote huizen. De gebouwen raakten tijdens de Tweede Wereldoorlog zwaar beschadigd. De buitenzijde is weer in oorspronkelijke staat teruggebracht, maar de meeste interieurs zijn uitgebreid gewijzigd. Alleen het interieur van nummer 7 is nog zoals het oorspronkelijk door Nash werd ontworpen.
Tot aan de Tweede Wereldoorlog was Carlton House Terrace een van de meest gewilde woonadressen in Londen. Op nummer 9 (en later samengevoegd met nummer 8) woonde sinds 1849 de gezant van Pruisen, en later hun opvolgers de Duitse ambassadeurs.

## Bekende bewoners

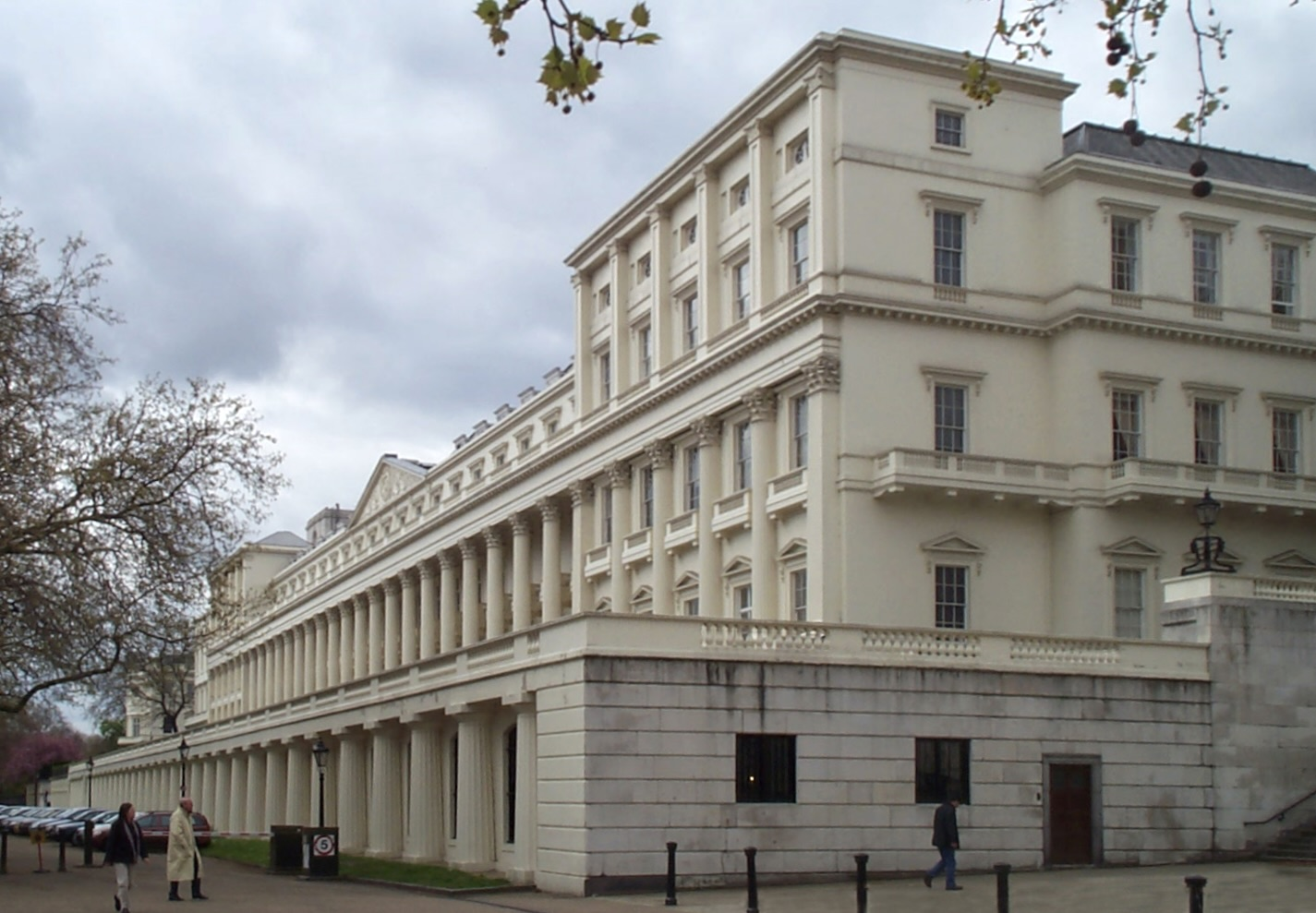
Het westelijk terras. De lange huizen op de hoek zijn nummers 8 en 9, voorheen de Duitse ambassade. Thans is de Royal Society hier gevestigd.

- Henry John Temple (lord Palmerston) (premier): op nummer 5 van 1840–46.
- Charles Grey (earl Grey) (premier): op nummer 13 van 1851–57 en nogmaals van 1859–80.
- William Ewart Gladstone (premier): op nummer 4 in 1856 en nummer 11 van 1857–75.
- George Curzon (lord Curzon) (minister van Buitenlandse Zaken en onderkoning van Indië): op nummer 1 van 1905–'25.
- Joachim von Ribbentrop (Duitse ambassadeur): op nummers 8 en 9 van 1936–38.[1]

In de meeste huizen zitten nu bedrijven, instituten en wetenschappelijke genootschappen.

## Weblinks
- The Royal Society: Homes of the Society met bouwkundige geschiedenis en een lijst met bekende bewoners van huisnummers 6–9.
- 10-11 Carlton House Terrace: Geschiedenispagina op de website van de locatie.